# Нусбаум-Гиларович, Иосиф
Иосиф (Осип Иларионович) Нусбаум-Гиларович (пол. Józef Nusbaum-Hilarowicz, 11 декабря 1859, Варшава — 17 марта 1917, Львов) — польский естествоиспытатель, зоолог, эволюционист и популяризатор идеи эволюции, профессор, доктор наук, основатель Львовской научной зоологической школы.

## Биография
Родился в еврейской семье в 1859 г. в Варшаве, сын Гилярия Нусбаума. В 1878 году окончил варшавскую классическую гимназию. В том же году поступил на отделение естествознания физико-математического факультета Императорского Варшавского университета, который окончил в 1881 году.
В 1886 году в Новороссийском университете под руководством И. И. Мечникова и А. О. Ковалевского, получил степень магистра зоологии и сравнительной анатомии.
С 1888 году — доктор философии в области зоологии и сравнительной анатомии Варшавского университета.
В 1891 году прошёл процедуру хабилитации на факультете философии Львовского университета им. Яна Казимира в области сравнительной анатомии и эмбриологии.
В 1892 году эмигрировал во Львов, который находился тогда под властью Австро-Венгрии и занял должность приват-доцента кафедры сравнительной анатомии и эмбриологии львовского университета. Работал под руководством профессора Б. И. Дыбовского. После ухода Дыбовского на пенсию из-за конфликта с руководством университета, вызванным его приверженностью теории Дарвина, в 1906 г. И. Нусбаум отказался от должности в академии ветеринарной медицины и стал руководителем кафедры зоологии и сравнительной анатомии философского факультета львовского университета, в качестве действительного ординарного профессора.
В 1907 г. принял крещение и сменил фамилию на Нусбаум—Гиларович.
Умер 17 марта 1917 года во Львове. Похоронен на Лычаковском кладбище.

### Семья
Его брат Генрих Нусбаум был неврологом и философом медицины. Его жена Розалия Гиларовичов (1859-1933) была натуралисткой. Сын Генриха Гиларовича, профессор, был убит гитлеровцами в июле 1941 года. Второй сын Тадеуш был известным теоретиком административного права.

## Научная деятельность
Под руководством И. Нусбаума—Гиларовича университетская кафедра со временем стала одним из самых современных академических зоологических научных центров Европы. В созданной им львовской научной школе было воспитано более 40 учёных-зоологов, 16 из которых, заняли впоследствии должности профессоров в различных научных центрах и высших школах Европы.
Перу И. Нусбаума—Гиларовича принадлежит около 250 специальных трудов в области анатомии, эволюционизма, эмбриологии, гистологии. Им создано несколько университетских учебников. Известностью пользуется его руководство к изучению зоологии.
Учёный писал много также на русском языке, преимущественно, в «Варшавских Университетских Известиях», перевёл на польский язык сочинения Дарвина.
Внёс значительный вклад в организацию и деятельность польского нелегального, так называемого, «летающего университета».

## Избранная библиография
- Zasady ogólne nauki o rozwoju zwierząt (embryologia). (1887)
- Przyczynek do embryologii maika (Meloë proscarabaeus, Marscham). (1891)
- Zasady anatomii porównawczej. (1899)
- Z zagadnień biologii i filozofii przyrody. (1899)
- Szkice i odczyty z dziedziny biologii. (1900)
- Zasady anatomii porównawczej. T. 2, Anatomia porównawcza zwierząt kręgowych. (1903)
- Idea ewolucji w biologii. (1910)
- Rozwój świata zwierzęcego (1912—1913)
- Szlakami wiedzy: odczyty dla wykształconego ogółu o zagadnieniach biologii współczesnej : z portretem autora, ośmioma tablicami i licznymi rysunkami w tekście. (1904)
- Pamiętniki przyrodnika: autobiografja. (1921)

## Память
- В 1936 г. во Львове одна из улиц в районе Профессорской колонии была названа в честь учёного Нусбаума-Гиларовича.